# Флоке
Флоке (голландське для пластівців), також chocoladevlokken, це широко використовувана начинка для бутербродів у Нідерландах. Флок виготовлений із шоколаду і вигнутий, його розмір приблизно 0,5 см х 2 см х 0,1 см. (приблизно ¼" x ¾" x 40 тис.)
Він продається з різними смаками шоколаду, включаючи темний, молочний, білий і суміш цих трьох.